# James Gates Percival

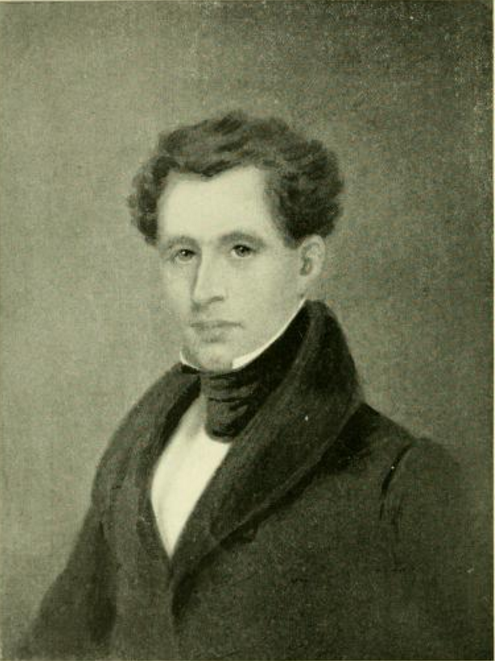
James Gates Percival.

James Gates Percival, född den 15 september 1795 i Berlin, Connecticut, död den 2 maj 1856 i Hazel Green, Wisconsin, var en amerikansk skald.
Percival tjänstgjorde i sin ungdom som militärläkare, fick 1835 i uppdrag att undersöka staten Connecticuts geologiska förhållanden och utgav en redogörelse därför 1842 samt blev statsgeolog för Wisconsin 1854. Han uppträdde 1821 med diktsamlingen Prometheus and other poems, efter vilken följde Clio (3 band, 1822-1827; dikter jämte prosaessayer) samt The dream of a day, and other poems (1843). Poetical works utkom i 2 band 1859.